# Saison 1991-1992 de l'Élan sportif chalonnais
Saison 1991-1992 de l'Élan chalon en Nationale 2, avec une sixième place.

## Effectifs
| Nationalité | Joueur           | Taille |
| ----------- | ---------------- | ------ |
|             | Philippe Hervé   | 1,92 m |
|             | Sebastien Collin | 1,80 m |
|             | Pascal Bourgeois | 1,90 m |
|             | Cyril Vincent    | 1,88 m |
|             | Gilles Schneider | 1,88 m |
|             | Magaye Gaye      | 1,90 m |
|             | Mario Couchy     | 1,98 m |
|             | Damien Lebrun    | 2,00 m |
|             | Adramé N'Daye    | 1,98 m |
|             | Philippe Cordola | 2,11 m |
|             | Trevor Powell    | 2,00 m |

- Entraineur :  Bernard Fatien

## Matchs

### Matchs amicaux
Avant saison
- Chalon-sur-Saône / Gerland Mouche : 95-66
- Chalon-sur-Saône / Genève : 99-96
- Chalon-sur-Saône / Ostrava : 105-113 (à Digoin)

### Championnat

#### Matchs aller
- Lot-et-Garonne BC / Chalon-sur-Saône : 103-82
- Chalon-sur-Saône / Lourdes : 101-90
- Nice / Chalon-sur-Saône : 80-77
- Chalon-sur-Saône / Golfe-Juan : 94-86
- Maurienne / Chalon-sur-Saône : 102-73
- Chalon-sur-Saône / Avignon : 74-78
- Bordeaux / Chalon-sur-Saône : 104-99
- Chalon-sur-Saône / Vienne : 104-86
- Tarare / Chalon-sur-Saône : 84-120
- Chalon-sur-Saône / Valence-sur-Baïse : 102-76
- Mont-de-Marsan / Chalon-sur-Saône : 70-67
- Chalon-sur-Saône / CSL Dijon : 112-110
- Chalon-sur-Saône / Besançon : 72-80

#### Matchs retour
- Chalon-sur-Saône / Lot-et-Garonne BC : 67-80
- Lourdes / Chalon-sur-Saône : 115-80
- Chalon-sur-Saône / Nice : 91-66
- Golfe-Juan / Chalon-sur-Saône : 79-78
- Chalon-sur-Saône / Maurienne : 76-83
- Avignon / Chalon-sur-Saône : 86-101
- Chalon-sur-Saône / Bordeaux : 69-62
- Vienne / Chalon-sur-Saône : 107-83
- Chalon-sur-Saône / Tarare : 94-74
- Valence-sur-Baïse / Chalon-sur-Saône : 81-75
- Chalon-sur-Saône / Mont-de-Marsan : 93-72
- CSL Dijon / Chalon-sur-Saône : 62-79
- Besançon / Chalon-sur-Saône : 87-92

Extrait du classement de Nationale 2 (Groupe A) 1991-1992